# LLM
A posztgraduális képzést (mesterfokozatot eredményező jogászképzésre épülő szakirányú továbbképzés) végzett jogászok, akik szakjogászként oklevelet szereztek, vagy akik az európai és nemzetközi üzleti jog, a kodifikátor és az összehasonlító állam- és jogtudományok mesterképzési szakon vagy a mesterfokozatot eredményező jogászképzésre épülő szakirányú továbbképzésben oklevelet szereztek, a “Master of Law” vagy "Legum Magister" cím használatára jogosultak, melyet LL. M.-ként (vagy LLM-ként) rövidítenek.

## LL.M. programok külföldön
Több LL. M. program közül választhatunk az általánostól a speciálisig. Utóbbiak a legkeresettebbek, pl.: adójogi, versenyjogi (pl. King’s College Londonban, Nagy Britanniában), európai jogi (pl.: LL. M. Eur., Saarbrückenben az Europa-Institut szervezésében Németországban)
Általában az LL. M. programon való részvételhez a jelentkezőnek jogi diplomával kell rendelkeznie, azonban néhány LL. M. programon nem alapvető követelmény a jogi diploma, hanem más területen szerzett diplomát is elfogadnak.

## A cím használata Magyarországon
Az Nftv. 52. § (6) bekezdése alapján a mesterfokozatot eredményező jogászképzésre épülő szakirányú továbbképzésben oklevelet szerzettek a „Legum Magister” vagy „Master of Laws” (rövidítve: LL. M.) cím használatára jogosultak.
Az Nftv. 116. § (5) bekezdése alapján a mesterfokozatot eredményező jogászképzésre épülő szakirányú továbbképzésben szakjogászként oklevelet szerzettek - az oklevél kiállításának időpontjától függetlenül az LL. M. cím használatára jogosultak abban az esetben is, ha az oklevél kiállítására, illetve a képzés megkezdésére 2015. szeptember 1-jét megelőzően került sor.
Az ELTE Állam- és Jogtudományi Kar Jogi Továbbképző Intézete – korábban az ELTE Jogi Továbbképző Intézete, még korábban a Jogi Továbbképző Intézet –, valamint a PPKE Deák Ferenc Intézete által kiállított szakjogászi végzettséget igazoló szakirányú továbbképzési oklevelei mesterfokozatot eredményező jogászképzésre épülő szakirányú továbbképzésben szakjogászként szerzett oklevélnek minősülnek, hasonlóan a Károli Gáspár Református Egyetem Állam- és Jogtudományi Kara Továbbképzési Központjának szakirányú továbbképzéseihez. Utóbbi különlegessége, hogy az országban egyedül itt indítanak alapjogvédelmi szakjogász képzést.
LL. M. cím használatára jogosultak az európai és nemzetközi üzleti jog, a kodifikátor és az összehasonlító állam- és jogtudományok mesterképzési szakon vagy a mesterfokozatot eredményező jogászképzésre épülő szakirányú továbbképzésben oklevelet szerzettek – az oklevél kiállításának időpontjától függetlenül.